# William Stevenson Hoyte
William Stevenson Hoyte (* 22. September 1844 in Sidmouth; † 2. Juli 1917 ebenda) war ein britischer Organist, Komponist und Musikpädagoge.

## Leben und Wirken
Hoyte verlor in jungen Jahren seinen Vater und war dadurch nicht in der Lage, einen geordneten Musikunterricht zu finanzieren. Er bildete sich weitgehend autodidaktisch aus und wurde dreizehnjährig Organist an St. Paul’s in Hampstead. Später nahm er gelegentlich Unterricht bei John Goss und George Cooper. Neben mehreren anderen Stellen (an King’s Lynn, Bow Common, St. Mattew’s u. a.) hatte er lange Jahre die Organistenstelle an der All Saints Church inne. Er unterrichtete an der Royal Academy of Music (ab 1888), der Guildhall School of Music (ab 1893) und  am Royal College of Music und erhielt von Randall Thomas Davidson, dem Erzbischof von Canterbury, 1904 einen Doktortitel. Er komponierte einige Chorwerke und Orgelstücke, von denen das Scherzo in Es-Dur recht bekannt wurde. Zu seinen Schülern zählten Lynnwood Farnam und Healey Willan.